# 中野三敏
中野 三敏（なかの みつとし、1935年《昭和10年》11月24日 - 2019年《令和元年》11月27日）は、日本の教育者・文学者（日本近世文学）。位階は従三位。学位は、文学博士（早稲田大学・1982年）。九州大学名誉教授。文化功労者。文化勲章受章。
正則高等学校教諭、愛知淑徳短期大学国文学科助教授、九州大学文学部教授、九州大学文学部長、福岡大学人文学部教授などを歴任。

## 人物
福岡県生まれ佐賀県武雄市育ちの日本文学研究者である。江戸から明治期の近世文学を中心に研究する。九州大学文学部学部長などを務め、のちに名誉教授となった。

## 来歴

### 生い立ち
福岡県に生まれ佐賀県武雄市で育つ。父 中野敏雄は戦前、高額納税者で貴族院議員、戦時中は、海軍参与官で、戦後GHQにより公職追放にあったが、後1954年に合併によって誕生した佐賀県武雄市の初代市長に就任。102歳の長寿を保った。
久留米大学附設高校在学中に江戸川乱歩、谷崎潤一郎、泉鏡花、永井荷風などを耽読し、小説家を志す。一浪後、早稲田大学第二文学部に入学。もともと小説家になって中退するつもりだったが、中央公論新人賞に落選したことで作家の夢を諦め、早稲田大学大学院へ進む。在学中、石丸久、鵜月洋、山沢英雄、暉峻康隆らに学んだ。
洒落本の研究を進めるうちに中村幸彦に傾倒した。帰省の折りに九州大学の中村を訪ね、書簡のやりとりを続け、中村は終生の師となった。近世研究会の三古会や掃苔会に参加する中で丸山季夫や森銑三、高浜二郎らの薫陶を受け、やがて近世の文人達に興味をもつ。国会図書館や日比谷図書館などに通い、本郷や上野、神保町にある古書店の常連客となり、ひたすら和本を漁る。古書市にも多く通い、古書肆反町茂雄に出会っている。また中村の兄弟子野間光辰の知遇を得た。雑誌「経済往来」に文人伝の掲載をはじめ、1977年に毎日新聞社から『近世新畸人伝』として出版された。1964年に漢学者である早川祐吉の娘裕子と結婚。結婚式は宇野哲人や塩谷温なども列席して、儒式で執り行われた。

### 文学者として
1966年、名古屋の愛知淑徳短期大学に職を得て赴任。長沢規矩也の信任を得て学会誌「書誌学」への寄稿を始める。また古書肆 藤園堂を通じて書誌学者の尾崎久弥や横山重の知遇を得る。かつて森銑三が目録を整理した西尾市岩瀬文庫や刈谷図書館に足繁く通い和本の知見を広げた。この頃、水田紀久、多治比郁夫、肥田晧三との交わりを深めている。
1972年、中村幸彦が関西大学に転出した跡を受け、今井源衛の要請に応じて九州大学文学部助教授となる（このとき、前田愛も要請されたが断っている）。1981年、博士論文『戯作研究』が出版され、賞を受賞（年譜を参照）。1982年、教授へ昇任し、文学部長を歴任。退官後は九州大学名誉教授となり、福岡大学人文学部教授（2006年まで）。1998年に紫綬褒章、2010年秋に文化功労者、
2013年1月10日、皇居正殿「松の間」での講書始において「江戸文化再考」と題したご進講を行う。2016年秋に文化勲章。
2019年11月27日、急性肺炎のため死去。84歳没。死没日をもって従三位に叙される。
長男はアメリカ文学者の中野学而（1973-　中央大学准教授）。次男はミュージシャンの中野泰而。

## 略歴
- 1953年 - 久留米大学附設高等学校卒業。
- 1959年 - 早稲田大学第二文学部を卒業[9]。
- 1964年 - 早稲田大学大学院日本文学研究科修了[9]。
- 1964年 - 正則高等学校の国語教師になる[9]。
- 1964年 - 結婚。
- 1966年 - 愛知淑徳短期大学専任講師[9]。
- 1969年 - 同大学助教授[9]。
- 1972年 - 九州大学文学部助教授[9]。
- 1981年 - 『戯作研究』によりサントリー学芸賞（芸術・文化部門）[10]。
- 1982年 - 九州大学文学部教授。同年博士論文「戯作研究」で文学博士（早稲田大学）[11]。角川源義賞（国文学部門）受賞[1]。
- 1985年 - 『近世子どもの絵本集　上方篇』により毎日出版文化賞受賞[1]。
- 1998年 - 紫綬褒章受章[1]。
- 1999年 - 九州大学を定年退官[9]、名誉教授[9]、福岡大学教授[9]。
- 2006年3月 - 同大学を退職[9]。
- 2010年11月 - 文化功労者。
- 2012年11月 - 瑞宝重光章[12][13]。
- 2016年11月 - 文化勲章。

## 主な著書
- 『近世新畸人伝』毎日新聞社、1977年／岩波現代文庫、2004年
- 『戯作研究』中央公論社、1981年
- 『江戸名物評判記案内』岩波新書、1985年、復刊2007年／単行版1993年
- 『江戸文化評判記　雅俗融和の世界』中公新書、1992年
- 『内なる江戸　近世再考』弓立社〈叢書日本再考〉 1994年
- 『江戸の板本　書誌学談義』岩波書店、1995年、新装版2010年／岩波現代文庫、2015年
- 『読切講談 大学改革 文系基礎学の運命や如何に』岩波ブックレット、1998年
- 『十八世紀の江戸文芸　雅と俗の成熟』岩波書店、1999年、新装版2015年
- 『本道楽』講談社、2003年
- 『写楽 江戸人としての実像』中公新書、2007年／中公文庫、2016年
- 『江戸狂者伝』中央公論新社、2007年
- 『和本の海へ 豊饒の江戸文化』 角川選書、2009年
- 『くずし字で「百人一首」を楽しむ 古文書入門』 角川学芸出版、2010年
- 『くずし字で「おくのほそ道」を楽しむ 古文書入門』 角川学芸出版、2011年
- 『和本のすすめ 江戸を読み解くために』 岩波新書、2011年
- 『くずし字で「東海道中膝栗毛」を楽しむ 古文書入門』 角川学芸出版、2012年
- 『江戸文化再考 これからの近代を創るために』 笠間書院、2012年
- 『くずし字で「徒然草」を楽しむ 古文書入門』 角川学芸出版、2013年
- 『師恩　忘れ得ぬ江戸文芸研究者』 岩波書店、2016年

### 編著
- 『三村竹清集』 肥田晧三共編、青裳堂書店<日本書誌学体系>（全10冊）、1982-1996年
- 『江戸名物評判記集成』岩波書店、1987年、オンデマンド版2016年
- 斎藤緑雨 『緑雨警語』冨山房百科文庫（編注）、1991年
- 『日本の近世12　文学と美術の成熟』中央公論社、1993年
- 『江戸の出版』（監修）ぺりかん社、2005年
- 『江戸の文字を楽しむ』（全3巻）角川学芸出版、2010年
- 『和刻法帖 中野三敏蔵書目録』青裳堂書店、2011年
- 『江戸の漢文脈文化』 楠元六男共編　竹林舎、2012年
- 『詩歌とイメージ　江戸の版本・一枚摺にみる夢』（監修）勉誠出版、2013年

### 校訂
- 『洒落本　日本古典文学全集47』小学館、1971年
- 山中共古 『砂払　江戸小百科』岩波文庫（上下）、1987年
- 『新日本古典文学大系81　田舎荘子 ほか』岩波書店、1990年
- 『新日本古典文学大系82　異素六帖　古今俄選　粋宇瑠璃　田舎芝居』岩波書店、1998年
- 酉水庵無底居士『色道諸分難波鉦』岩波文庫、1991年
- 伴蒿蹊 『近世畸人伝』 中公クラシックス、2005年
- 三熊花顛・伴蒿蹊補記 『続近世畸人伝』 中公クラシックス、2006年

### 共訂
- 『日本の名著16　荻生徂徠』、尾藤正英責任編集、中央公論社、1974年 - 「答問書」を現代語訳
- 松浦静山『甲子夜話』〈全3篇・20冊〉、中村幸彦共校訂、平凡社東洋文庫、1977-83年、ワイド版2008年
- 大田南畝『新日本古典文学大系84　寝惚先生文集・狂歌才蔵集・四方のあか』日野龍夫・揖斐高校注、岩波書店、1993年
- 『新編日本古典文学全集80　洒落本　滑稽本　人情本』神保五弥・前田愛校注・訳、小学館、2000年
- 『洒落本大成』（全30巻） 中央公論社、1978 - 88年
- 『大田南畝全集』（全20巻） 岩波書店、1985 - 90年
- 依田学海『学海日録』（全12巻） 岩波書店、1991 - 93年
- 『近世子どもの絵本集 上方篇』肥田晧三編、岩波書店、1985年